# Патрик ещё жив
«Патрик ещё жив» (итал. Patrick vive ancora) — итальянский мистический триллер 1980 года режиссёра Марио Ланди. Ремейк австралийского фильма 1978 года Патрик режиссёра Ричарда Франклина. Некоторые особо графические убийства в фильме были подвергнуты цензуре, в том числе и падение героини Марианджелы Джордано на металлическую трубу (цензуры не избежала и оригинальная итальянская версия фильма).

## Сюжет
Молодой парень Патрик Хершелл получает по голове тяжёлым предметом, которым бросили в него какие-то хулиганы, проезжавшие мимо на автомобиле. Патрик впадает в кому, а его тело отец содержит в подвале собственного санатория. Сюда же отец Патрика, вычислив всех сидевших в тот злополучный момент в автомобиле, под разными предлогами приглашает последних в свою больницу. В это же самое время организм Патрика начинает вырабатывать своего рода психокинетическую энергию, могущую непосредственно влиять на окружающие предметы и людей. Вскоре как среди персонала, так и среди клиентов санатория начинают происходить странные события, вплоть до смертей. Кроме того, используя свои телекинетические способности, Патрику даже удаётся заставить одну из медсестёр раздеться перед собой.

## В ролях
- Саша Питоефф — профессор Хершелл, отец Патрика
- Джианни Деи — Патрик Хершелл
- Марианджела Джордано — Стелла Рэндольф
- Кармен Руссо — Шерил Крафт
- Паоло Гуисти — Дэвид Дэвис
- Франко Силва — Линдон Крафт
- Джон Бенеди — Петер Суньяк
- Анна Венециано — Мег

## Критика
Луис Поль в свой книге Italian Horror Film Directors отметил, что данная картина предназначалась для рынка сексплуатации, а для истинных поклонников итальянских малобюджеток этот фильм с участием большегрудых звезд Кармен Руссо и Марианджела Джордано мог бы стать достойным дополнением в коллекции.